# Netizen
Netizen (ang. net – sieć, citizen – obywatel) – „obywatel sieci”, aktywnie członek społeczności sieciowych, zaangażowany w podejmowanie aktywności o charakterze obywatelskim, społecznym i politycznym.
Pojęcie netizen stało się w ostatnich latach szczególnie popularne w Chinach i Korei Południowej, gdzie istnieją aktywne grupy sieciowe. Przykładem roli netizenów były wybory prezydenckie w Korei w 2002 roku, kiedy to Roh Moo-hyun został wybrany w dużej mierze dzięki poparciu społeczności sieciowych.
Termin został wprowadzony w 1993 r. przez amerykańskiego informatyka i teoretyka socjologii internetowej Michaela Haubena.